# Euphrasia vernalis
Euphrasia vernalis är en snyltrotsväxtart som beskrevs av List. Euphrasia vernalis ingår i släktet ögontröster, och familjen snyltrotsväxter. Inga underarter finns listade i Catalogue of Life.